# 3h hajs, hajs, hajs
3h (Trzyha) hajs, hajs, hajs – drugi album solowy polskiego rapera Tedego. Wydawnictwo ukazało się 31 stycznia 2003 roku nakładem wytwórni muzycznej Wielkie Joł. Produkcji nagrań podjęli się m.in.: Camey, O$ka, O.S.T.R., DJ Mario oraz Tede. Gościnnie w nagraniach wzięli udział raperzy HST i CNE oraz zespół Sistars.
Nagrania dotarły do 8. miejsca listy OLiS. Nagrania były promowane teledyskami do utworów „Pili gin”, „Zeszyt rymów” i „Wielkie Joł”.
Album uzyskał nominację do nagrody polskiego przemysłu fonograficznego Fryderyka w kategorii „Album roku hip-hop”. Natomiast pochodzący z płyty utwór „Wielkie Joł” uzyskał w 2010 roku nominację do nagrody Viva Comet w kategorii „Przebój 10-lecia”. Utwór również trafił na listę „100 klipów, które wstrząsnęły Vivą” sklasyfikowany na 69. miejscu.
W styczniu 2021 roku album uzyskał status platynowej płyty.

## Lista utworów
Opracowano na podstawie materiału źródłowego.
CD1
| #  | Tytuł                             | Czas | Producent                      |
| -- | --------------------------------- | ---- | ------------------------------ |
| 1  | „Zeszyt rymów” gościnnie: Sistars | 5:19 | Bartek Królik Marek Piotrowski |
| 2  | „Wielkie joł”                     | 3:56 | Camey                          |
| 3  | „360 obrót”                       | 4:14 | Jajo                           |
| 4  | „Kredo”                           | 2:11 | O$ka                           |
| 5  | „Hajsu”                           | 4:20 | Tede                           |
| 6  | „Przyczajony hip, ukryty hop”     | 4:21 | IGS                            |
| 7  | „Czujesz to?”                     | 4:47 | O.S.T.R.                       |
| 8  | „F.I.O.D.O.R.”                    | 4:54 | JanMario                       |
| 9  | „MC”                              | 4:05 | O.S.T.R.                       |
| 10 | „Dlaczego”                        | 4:02 | JanMario                       |
| 11 | „Supersnajper”                    | 3:06 | JanMario                       |
| 12 | „Kato”                            | 4:38 | IGS                            |
| 13 | „Sam na sam”                      | 4:07 | O$ka                           |
| 14 | „Pili gin” gościnnie: CNE         | 3:57 | Tede                           |
| 15 | „One”                             | 4:00 | Tede                           |

CD2
| #  | Tytuł                           | Czas | Producent |
| -- | ------------------------------- | ---- | --------- |
| 1  | „3D (skit)”                     | 0:44 | Nisza     |
| 2  | „S.P.O.R.T.”                    | 4:31 | O$ka      |
| 3  | „Komercyjny RAP” gościnnie: HST | 4:17 | IGS       |
| 4  | „Morda”                         | 5:14 | JanMario  |
| 5  | „Proste”                        | 3:10 | O$ka      |
| 6  | „Świat”                         | 4:18 | O.S.T.R.  |
| 7  | „Lans II”                       | 4:12 | JanMario  |
| 8  | „D.I.S. / Domysły i spekulacje” | 4:10 | O.S.T.R.  |
| 9  | „Plik-Plik”                     | 4:45 | IGS       |
| 10 | „Przezioom”                     | 4:42 | Pan Pejs  |
| 11 | „Ojej!”                         | 3:30 | O.S.T.R.  |
| 12 | „Dynamit”                       | 4:46 | O.S.T.R.  |
| 13 | „Jestem najgorszy”              | 3:00 | DJ Buhh   |
| 14 | „Gra jest jedna”                | 3:39 | O.S.T.R.  |
| 15 | „Ciężkie życie rapera”          | 7:09 | DJ Buhh   |

Single
| D.I.S./Domysły i spekulacje |
| --- |
| 1. „D.I.S./Domysły i spekulacje” 2. „D.I.S./Domysły i spekulacje” (Radio Edit) 3. „Pili gin” (Radio Edit) (gościnnie: CNE) 4. „Proste” (Radio Edit) |